# Соловйово (Сернурський район)
Соловйо́во (рос. Соловьёво, марій. Шӱдымарий) — присілок у складі Сернурського району Марій Ел, Росія. Входить до складу Зашижемського сільського поселення.

## Населення
Населення — 12 осіб (2010; 17 у 2002).
Національний склад (станом на 2002 рік):
- марі — 82 %